# Katharer

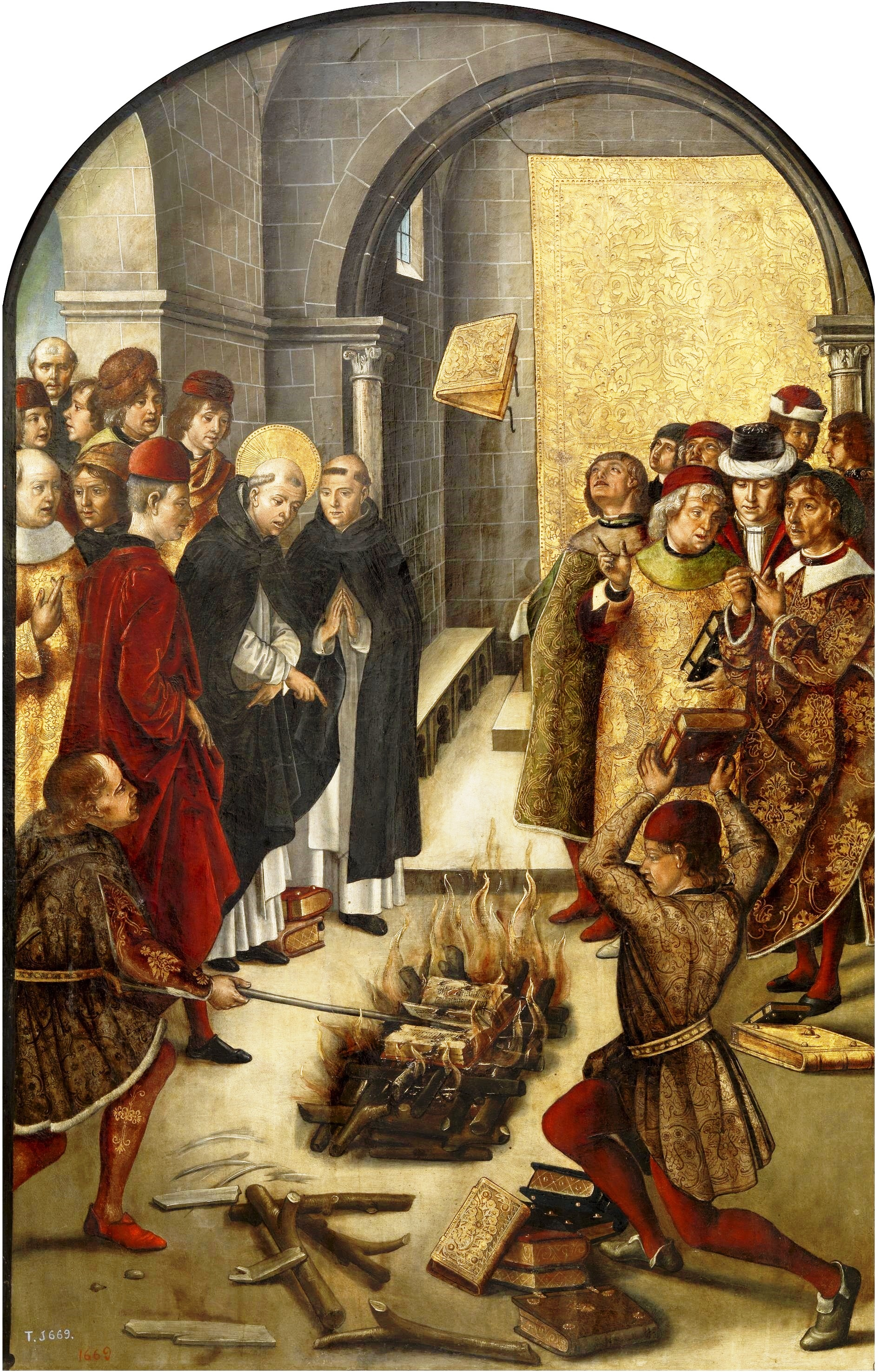
Der heilige Dominikus und die Albigenser in Albi (1207): Katholische und katharische Schriften werden ins Feuer geworfen, doch nur die katharischen verbrennen (Pedro Berruguete, um 1495)

Der Begriff Katharer (wörtlich „die Reinen“, von griechisch καθαρός, katharós „rein“, Betonung auf der dritten Silbe) steht für die Anhänger der bekanntesten und radikalsten heterodoxen (= ketzerischen) Strömung des mittelalterlichen Christentums, die vom 12. bis zum 14. Jahrhundert vornehmlich im Süden Frankreichs sowie in Italien, Spanien und Deutschland verbreitet war. Zuweilen werden sie auch Albigenser (gelegentlich auch Albingenser) nach der südfranzösischen Stadt Albi genannt. Die Katharer waren keine einheitliche Gruppe und bauten auch kein einheitliches Lehrsystem aus. Lediglich ein Dualismus war vermutlich allen Gruppen eigen. Ihre Lebensweise war durch antiklerikale und asketische Haltungen gekennzeichnet. Im Zuge des Albigenserkreuzzugs und weiterer Feldzüge sowie durch die Inquisition wurden die Katharer als Häretiker verfolgt und gelten mit dem Jahr 1400 als vernichtet. Neokatharische Strömungen existieren allerdings bis heute. Ob die Katharer als unterscheidbare religiöse Gruppe existierten oder lediglich ein Konstrukt ihrer Verfolger waren, ist in der Forschung umstritten.

## Name
Die Ableitung des Namens ‚Katharer‘ vom griechischen καθαρός (katharós, „rein“) ist heute umstritten, da man festgestellt hat, dass sich die Katharer selbst niemals so genannt haben.
Der Begriff Katharer war für die alte Kirche ursprünglich nicht unbedingt ein negatives Ketzernomen, da sich die Anhänger der spätantiken Bewegung der Novatianer als katharoi (die Reinen) bezeichneten und ihr Namenspatron Novatian wesentlichen Einfluss auf die Trinitätstheologie des Westens ausgeübt hatte.
Der Name Katharer für die im 11. Jahrhundert aufkommende Bewegung wurde 1163 von dem deutschen Mönch Eckbert von Schönau geprägt als Zusammenfassung und Überbegriff für drei Ketzergruppen der alten Kirche:
1. Die vorgenannten novatianischen katharoi, deren Verfehlungen nach dem Vorwurf, Kirchenspaltung zu betreiben, auf dem Konzil von Nizäa 325 nur als sehr gering beurteilt wurden;
2. die manichäischen catharistae, die wegen ihres Dualismus als Erzketzer schlechthin galten;
3. und die Cathaphrygae, die in Phrygien verbreitet und den Kirchenvätern ein Dorn im Auge waren, weil sie das weibliche Diakonat anerkannten.

Ausgehend von Eckbert von Schönau ging der Name Katharer in die Literatur ein. Die Rezeption des Namens erfolgte über die deutsche Forschung und Häresiegeschichte und wurde so zum Allgemeingut. Später kennzeichnete der Frühscholastiker Alanus ab Insulis die Katharer als obszöne Katzenküsser und damit als Teufelsdiener, wobei er in Ableitung des Begriffs vom lateinischen catus oder cattus („Katze“) behauptete, dass „sie, wie man sich erzählt, das Hinterteil einer Katze küssen, in deren Gestalt ihnen Luzifer erscheint“. Damit gab es vier Eckpunkte, die fortan zur Kennzeichnung der Katharer in der kirchlichen Polemik dienten: Kirchenspalter, Dualisten, Frauenfreunde und Teufelsdiener.
In Italien nannte man sie Pateriner oder Patarener und in Nordfrankreich hießen sie phili/les und bougres, letzteres heißt „Bulgaren“ (was zum Synonym für einen Zoophilen wurde). In Okzitanien nannte man sie tesseyres („Weber“) aufgrund des Handwerks, das sie mit Vorliebe ausübten.
Die Katharer nannten sich selber „Christen“ und „gute Christen“ und vor allem „Freunde Gottes“, eine Bezeichnung, die im Languedoc des 13. Jahrhunderts sehr häufig bezeugt und die wörtliche Übersetzung des altslawischen „bogo-mil“ ist.

## Geschichte

### Ursprünge und Vorgeschichte
Vielfach wird angenommen, dass die Wurzeln der katharischen Lehre weit zurückreichen; mögliche Vorläufer könnten östliche dualistische Bewegungen sein, wie die Manichäer, Paulikianer und die Mazdakiten. Doch gibt Michel Roquebert zu bedenken:

„Auch ohne das Geheimnis der Ursprünge gelüftet zu haben, sieht man heute den Katharismus nicht mehr als direkten Erben […] des persischen Manichäismus an. Dass die Lehre der Katharer in bestimmten Punkten mit der Religion Manis übereinstimmt, besagt noch nicht, dass sie sich aus ihr herleitet. Das begriffliche Universum der Texte der Katharer ist grundverschieden von dem der manichäischen Schriften […]. Außerdem stammen gewisse Glaubensgrundsätze des Katharismus aus der Zeit vor Mani.“

Im 11. Jahrhundert kam es in Europa zu einer Entfaltung der Geld- und Warenwirtschaft und zur Expansion der Städte. Adel und Klerus versuchten über Abgaben, Zehnten und Kredite sich anzupassen und Profite zu ziehen. Die Verlierer waren die Landbevölkerung und der niedere Adel und Klerus, aus deren Reihen sich in der Folge eine Gegenbewegung zur offiziellen Kirche – ähnlich den späteren Waldensern – rekrutierte. 1022 lassen sich in Orléans Wanderprediger nachweisen, die das Materielle als unrein zurückwiesen und die Sakramente der an die Geld- und Warenwirtschaft angepassten Kirche ablehnten. Stattdessen praktizierten sie Sündenvergebung durch Handauflegen.
Angenommen werden Einflüsse durch gnostische Ideen, die schon Mani aufnahm; sie könnten auf „Strömungen des Urchristentums“ zurückführen, die zur gleichen Zeit in Südosteuropa entstanden. Ebenso möglich erscheint die eigenständige Ausbildung dualistischer Vorstellungen, da auch im Abendland eine dualistische Bibelauslegung – z. B. des Corpus Johanneum – nicht unbekannt war. Auffallend sind Ähnlichkeiten mit der Lehre der Bogomilen. Wenngleich es enge Verbindungen zwischen diesen beiden Bewegungen gegeben hat, ist die Vermutung einer Abspaltung der westlichen Katharer von den östlichen Bogomilen umstritten.

### Verbreitung, Konsolidierung und Blüte
Im ersten Drittel des 11. Jahrhunderts sind die ersten Vorkommen in Frankreich bezeugt, so in Vertus in der Champagne (um das Jahr 1000), Toulouse (1017) und Orléans (1022), sowie im italienischen Monteforte (1034). In der zweiten Hälfte des Jahrhunderts bewirken die gregorianischen Reformen einen merklichen Rückgang, auf den allerdings ein neuer Aufschwung folgte. Die Anhänger der katharischen Lehre bildeten eine der größten religiösen Laienbewegungen des Mittelalters und galten als die Mitbegründer der Armutsbewegung. Nach 1100 breitete sich die Bewegung rasch aus: „Antwerpen, Löwen und Brügge von 1110 bis 1115, Soissons 1114, Utrecht 1135, Lüttich 1135, Köln [1143], Besançon 1163, Trier 1164, Vézelay 1167, Arras 1172, Reims 1180, Troyes 1200, London 1210, Straßburg 1211.“
Ab 1155 verbreitete sich der Katharismus in Italien. Die italienischen Katharer spalteten sich binnen weniger Jahrzehnte in mehrere Ortskirchen, die Verbindungen zu den Kirchen der Bogomilen im Osten unterhielten. Um 1200 trennten sich unter den Katharern in Concorezzo, den Concorezzensern, die Anhänger des Katharer-Bischofs Nazarius von denen des Desiderius. Um 1230 spalteten sich die Albanenser in die Schulen der Anhänger des Belesmanza und des Giovanni di Lugio, in dessen Umkreis das katharische Werk Liber de duobus principiis, das „Buch der zwei Prinzipien“, entstand.

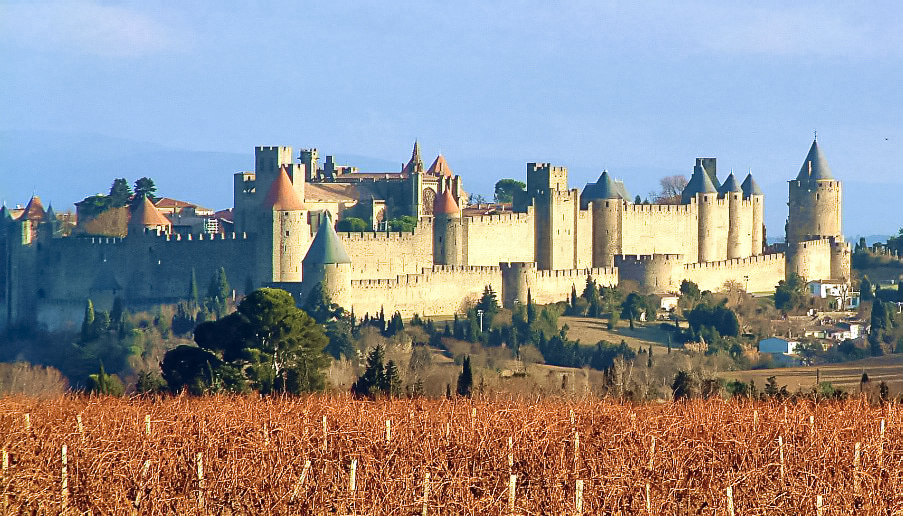
Carcassonne, ehemalige Katharerhochburg in Okzitanien

In Deutschland lassen sich die Katharer erstmals 1143 in Köln nachweisen. Bis 1200 hatte die Bewegung bereits große Gebiete zwischen Rhein und Pyrenäen erfasst. Insbesondere in Okzitanien und Oberitalien hatten sich große Gemeinschaften gebildet. 1167 kam es zu einer Synode der südfranzösischen Katharer in Saint-Félix de Caraman. Dort setzte der Vorsitzende, Nicetas, wohl ein bogomilischer Priester aus dem Oströmischen Reich (Byzanz), einen stärkeren Dualismus nach östlichem Vorbild durch und regte die Bildung von Bistümern an. Die katharische Bewegung entwickelte sich zu einer eigenen Kirche. Im bedeutendsten Katharergebiet, dem Languedoc im südfranzösischen Okzitanien, wurden vier Diözesen gegründet (Albi, Agen, Toulouse, Carcassonne). Auch im zweiten wichtigen Katharerzentrum, Oberitalien (insbesondere Lombardei), entstanden sechs Diözesen.
Ihr Hauptverbreitungsgebiet hatten die Katharer im südfranzösischen Raum, wo sie sehr angesehen waren, insbesondere an den Adelshöfen, u. a. weil in diesem Landstrich außer kleineren Fürsten keine übergeordnete Autorität regierte und die katharische Kirche mit ihrer authentischen Sittlichkeit und materiellen Bescheidenheit einen positiven Einfluss ausübte. Überdies brauchte die Bevölkerung in den von den Katharern kontrollierten Gebieten keinen Zehnt als Kirchensteuer zu entrichten. In der Frühzeit der Bewegung sympathisierten viele Angehörige der Oberschicht – bis hin zu den mächtigen Grafen von Toulouse – mit den Katharern. Später traten Katharer auch in anderen Teilen Italiens, auf Sizilien, im Rheinland, in Österreich, Spanien, England und einigen skandinavischen Ländern auf.

### Erste Gegenmaßnahmen der Kirche
Für die Kirche stellten die Katharer eine gefährliche und völlig neue Bedrohung dar. Erstmals war in Europa der Versuch, eine Gegenkirche zu etablieren, unternommen worden und regional auch gelungen. In den Augen der Päpste galt die katharische Bewegung als Häresie. Ihre theologischen Standpunkte wurden als absurd, wenn nicht gar als diabolisch betrachtet. 1179 wurden die Katharer von Papst Alexander III. auf dem Dritten Laterankonzil erstmals verurteilt und exkommuniziert. Unter Papst Lucius III. erfolgte eine neuerliche Verurteilung auf dem Konzil von Verona im Jahr 1184 in der Bulle Ad Abolendam. Hierin wurden auch erstmals konkrete Maßnahmen gegen sogenannte Ketzer dargelegt, wie der Beschluss, dass alle Bischöfe in ihren Pfarren Ketzer zur Anzeige bringen sollten. Diese Maßnahme sollte sich jedoch als wenig erfolgreich erweisen (zur ausführlicheren Darstellung siehe: Inquisition). Papst Innozenz III. schlug in der Bekämpfung der Katharer zunächst einen neuen Weg ein: 1206 entsandte er eine Gruppe von Zisterziensermönchen nach Südfrankreich, darunter Pierre de Castelnau, Diego de Acebo sowie der junge Domingo de Guzman, um die Katharer über den Weg des Gesprächs und der gütlichen Einigung wieder für die Kirche zu gewinnen. Die Mönche sollten dort, so wie die Perfecti/ae, in einfacher Kleidung und Demut auftreten. In den darauffolgenden Monaten führten die Zisterzienser in Okzitanien Dispute und hielten Predigten. 1208 wurde jedoch Pierre de Castelnau ermordet. Da Papst Innozenz III. nunmehr alle Versuche gescheitert sah, der Katharer Herr zu werden, rief er gegen sie noch im selben Jahr zum Kreuzzug auf, der sich 1209 in Bewegung setzte.

### Untergang

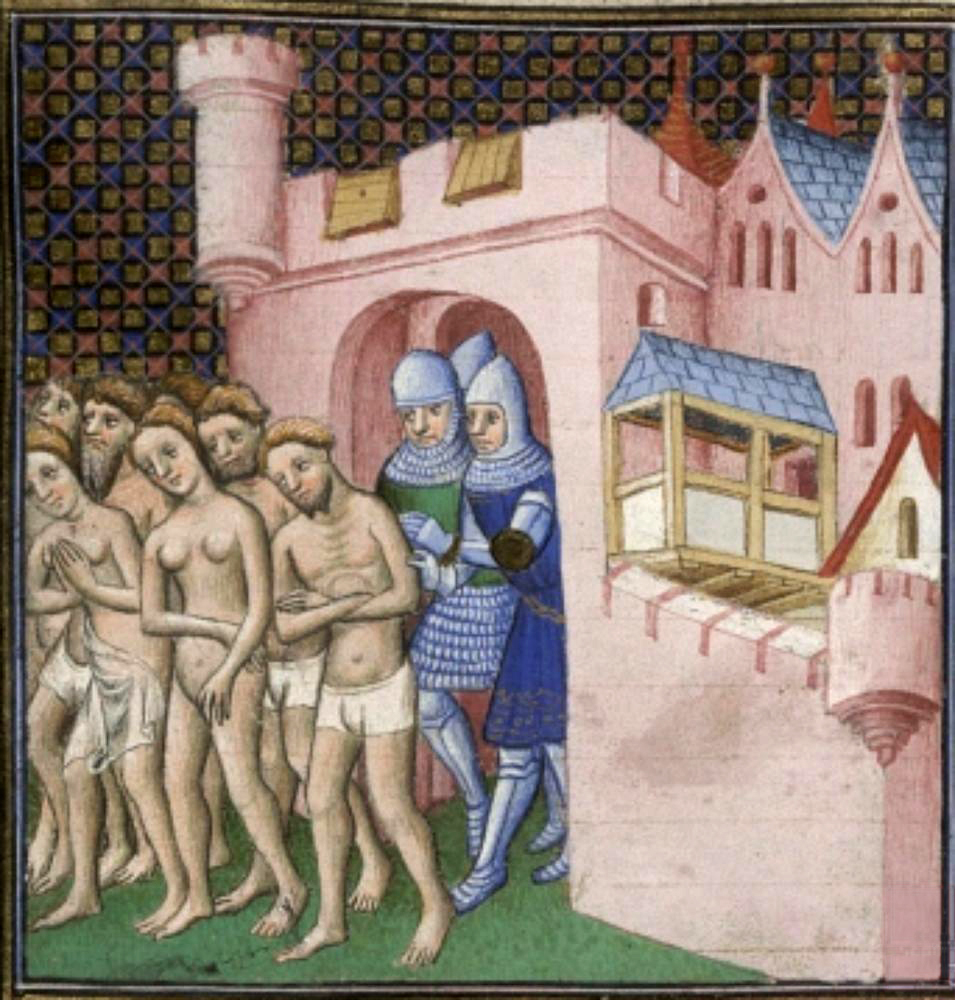
1209 wurden Katharer aus Carcassonne vertrieben.

Der okzitanische Adel war zunächst größtenteils auf Seiten der Katharer, auch weil er in Gegnerschaft zum König von Frankreich, Philipp II. stand. Ihre Burgen wurden zu Stützpunkten und Fluchtorten für die Katharer (siehe: Katharerburgen). Der unter Simon IV. de Montfort gegen die Katharer begonnene und in mehreren Phasen geführte Albigenserkreuzzug (1209–1229) richtete verheerende Schäden und großes menschliches Leid an, wie die Massaker in Béziers (1209), Minerve (1210) oder Lavaur (1211). Durch den Albigenserkreuzzug und das unerbittliche Vorgehen der Inquisition vernichtete die römische Kirche zwischen 1209 und 1310 die katharische Glaubensbewegung.

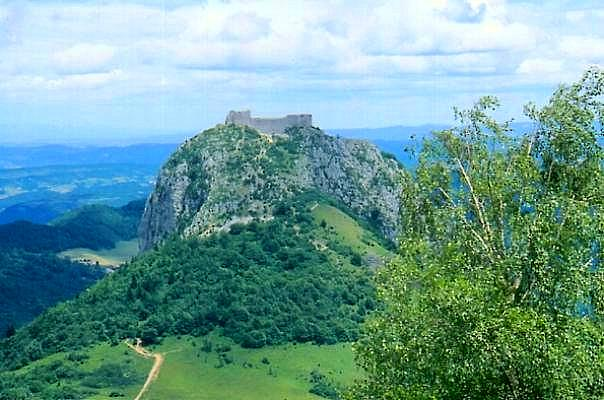
Blick auf die Ruinen der Burg Montségur

Als Ergebnis brachte der Kreuzzug zwar die militärische Niederlage der mit den Katharern verbündeten Fürsten und letztlich die Eingliederung Okzitaniens in das Königreich Frankreich, nicht aber die vom Heiligen Stuhl erhoffte vollständige Ausrottung der Katharer und ihrer Organisation. So ließ Katharerbischof Guilhabert de Castres († 1241/42) die Bergfestung Montségur nach 1229 weiter ausbauen. Dennoch war die Bewegung schwer getroffen worden: Die Zeiten der freien Religionsausübung waren vorbei, die Unterstützung des Adels war nach dem Kreuzzug verloren gegangen. Die Päpste und ihre Unterstützer hatten inzwischen überdies das Inquisitionsverfahren zu entwickeln begonnen und bedienten sich dieses neuen Instruments erstmals flächendeckend: Die 1229 unter Papst Gregor IX. einberufene Synode von Toulouse legte ein dichtes Netz an inquisitorischen Untersuchungen über die okzitanische Diözese.
Inzwischen entwickelte sich die uneinnehmbar scheinende Katharerfestung Montségur zum Hauptzentrum (caput) und letzten großen Refugium der verfolgten französischen Katharer. Hier befand sich auch ihre Kirchenleitung. 1243 begannen Truppen des französischen Königs mit der Belagerung der Burg. Zwar hatten die Katharer zuvor ihre Kirchengelder noch nach Italien schaffen lassen, ein Asylangebot italienischer Katharer aber abgelehnt. Im März 1244 kapitulierten die Verteidiger Montségurs. Ca. 200 Katharer wurden am 16. März 1244 in den Palisaden der Festung verbrannt. Der Fall von Montségur bedeutete das Ende der katharischen Kirchenorganisation in Frankreich.

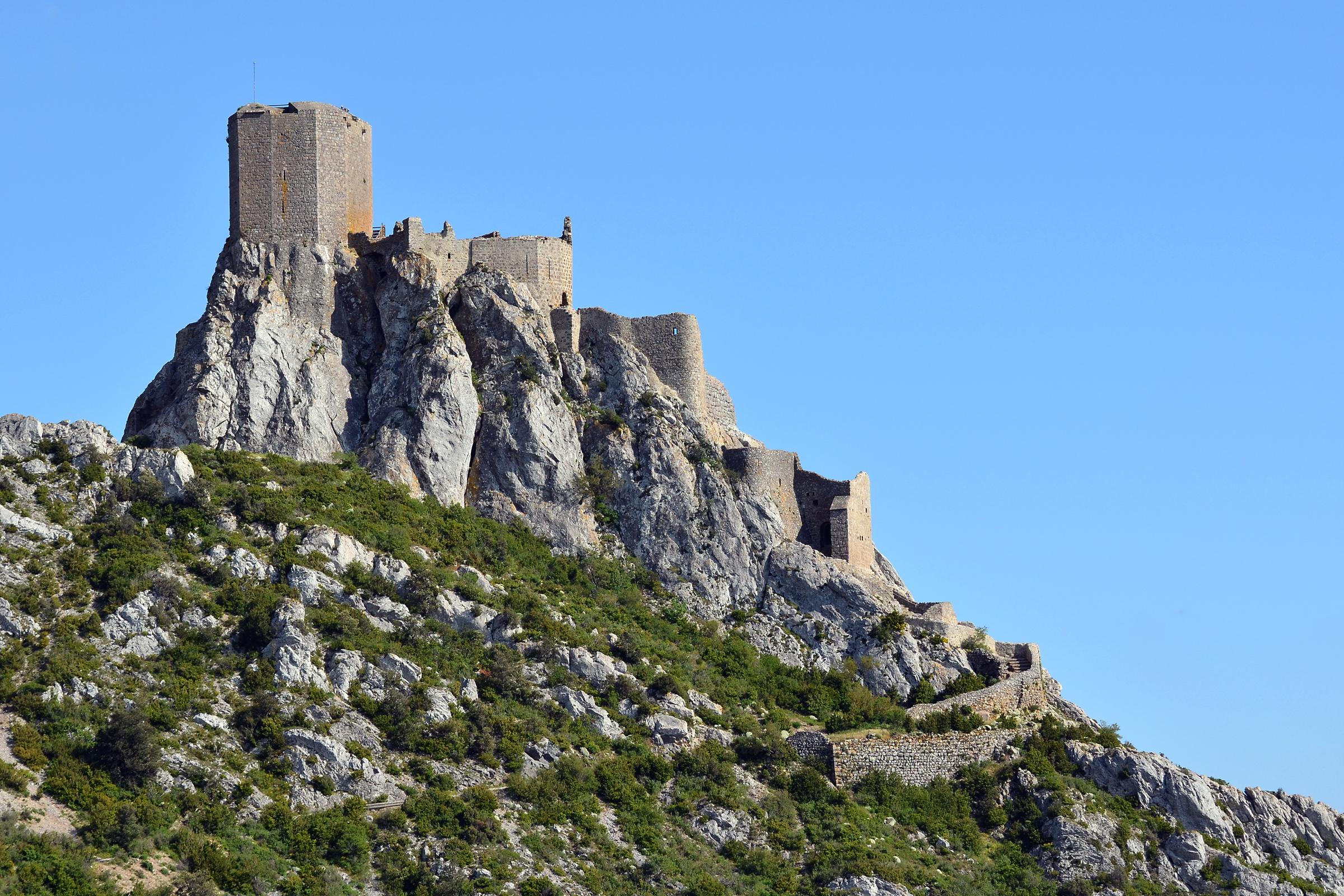
Ruine der Festung Quéribus

Viele Katharer fanden auch Zuflucht in der abgelegenen Burg Quéribus in den Corbières. Unter ihnen war auch der katharische Bischof der Grafschaft Razès, Benoît de Termes, der 1233 oder 1241 in der Festung starb. Zwar wurde die Burg 1239 vom Herrscher Aragoniens an den französischen König, Ludwig IX. verkauft, doch wurde 1242 der Katalane Xacbert de Barbaira, eine herausragende Gestalt des südfranzösischen Widerstandes, Befehlshaber von Quéribus. Er konnte die Burg zwar noch bis 1255 halten, musste sie dann aber nach längerer Belagerung durch seinen ehemaligen Freund und Kampfgefährten Olivier de Termes endgültig an den französischen König abtreten. Damit hatte Quéribus noch elf Jahre länger standgehalten als die Burg Montségur.
In Italien mussten sich nach Erfolgen der Inquisition in den 1250er-Jahren die verbliebenen Katharer nach Norditalien zurückziehen. Ihr Schicksal ähnelt jenem ihrer französischen Glaubensbrüder: Sie hatten sich die Festung Sirmione am Gardasee als letzte Zufluchtstätte erwählt; hier weilten auch etliche geflüchtete französische Katharer. 1276 wurde die Burg eingenommen und die überlebenden Katharer, insgesamt 178 Perfecti, im Jahr 1278 in der Arena von Verona verbrannt.

### Letzte Katharer

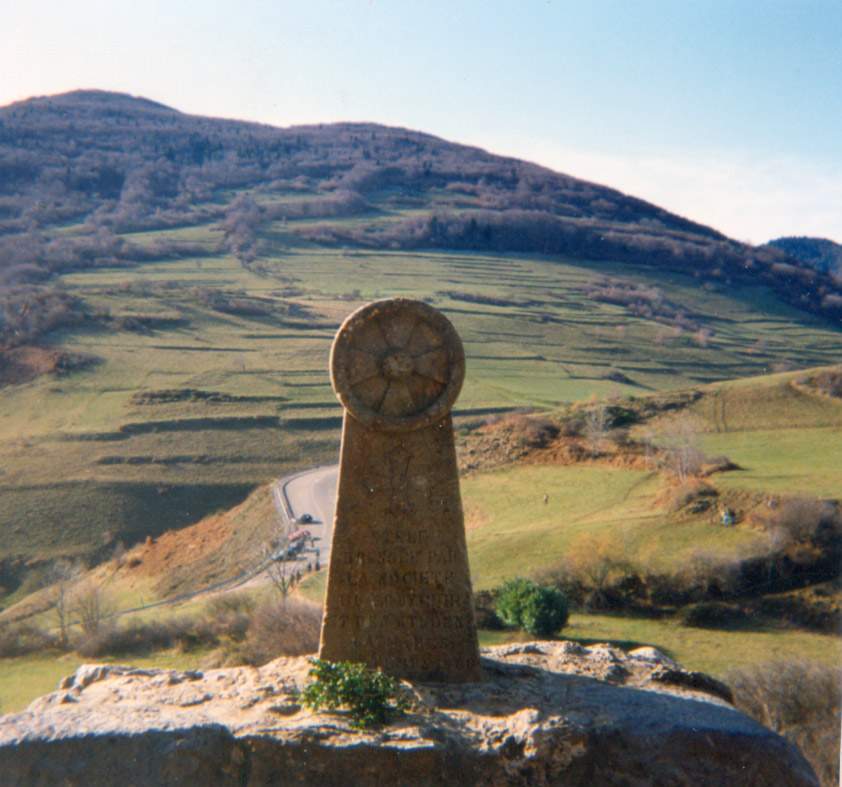
Gedenkstein bei Montségur

Seit den 1290er-Jahren kam es in Südfrankreich zu einem kurzlebigen Wiederaufblühen des Katharertums, dessen Überzeugungen in Teilen der Bevölkerung lebendig geblieben waren. Die Bewegung wurde von den Brüdern Peter (Pèire) und Wilhelm (Guilhèm) Auterii (französisch Autier) initiiert, die sich in Italien ausbilden ließen und als katharische Seelsorger und Missionare ins Languedoc zurückkehrten. Sie bauten binnen eines Jahrzehnts eine funktionierende Untergrundkirche mit insgesamt rund 1000 Anhängern an mindestens 125 Orten auf, die von umherziehenden Wanderasketen betreut wurden. Nach anfänglich fast ungestörter Entwicklung gerieten sie in den Fokus der von Dominikanern geleiteten Inquisition von Toulouse, zunächst unter Gottfried d’Ablis und später unter dem Inquisitor Bernard Gui. Alle Anführer der Bewegung, darunter die Gebrüder Autier, wurden zwischen 1309 und 1312 ergriffen und verbrannt.
Beim Aufspüren der letzten katharischen Anhängerschaften, die sich in abgeschiedenen Pyrenäentälern vor allem in der Grafschaft Foix hielten, darunter auch in dem Bergdorf Montaillou, spielte die Konkurrenzsituation zwischen der von den Dominikanern geführten Inquisition in Carcassonne, die als korrupt und ineffizient galt, und der nach den Vorschriften des Konzils von Vienne wiedererrichteten und reformierten bischöflichen Inquisition unter dem Bischof von Pamiers, dem Zisterzienser Jacques Fournier (dem späteren Papst Benedikt XII.), eine Rolle. Bis etwa 1325 gelang es Fournier mithilfe eines effektiven Ermittlungskonzepts, das auf systematischer Bespitzelung und Denunziation, psychologisch geschickter Vernehmung der Verdächtigen unter weitgehendem Verzicht auf körperliche Folter und akribischer Aktenführung beruhte, noch verbliebene Schlupfwinkel katharischer Anhänger aufzudecken und sogar ins Exil nach Aragonien geflüchtete okzitanische Katharer zu ergreifen. Der letzte südfranzösische Perfectus Belibasta wurde 1321 von Fournier gefasst und in Villerouge-Termenès im Erzbistum Narbonne, aus dem er stammte, auf dem Scheiterhaufen verbrannt.
Die letzte bekannte Verhaftung eines Katharers ist für 1342 in Florenz dokumentiert. Bis in die Frühe Neuzeit wurden danach noch gelegentlich Personen verfolgt, die von der Obrigkeit in die Nähe des Katharertums gerückt worden waren.

## Lehre
Die Lehre der Katharer ist zeitlich und regional zu differenzieren. Es gab innerhalb der Katharer insbesondere in der späteren Zeit viele verschiedene Gruppen, sodass man nicht von einer einheitlichen Lehre sprechen kann. Alle Gruppen verband jedoch eine gemeinsame dualistische Grundüberzeugung, wonach nur die jenseitige geistige Welt gottgeschaffen war, während die irdisch-materielle Welt als Produkt eines bösen Prinzips gesehen wurde. Ihre dualistische Form des Christentums wurde von den balkanischen Bogomilen beeinflusst. Die Katharer hatten direkte Verbindungen zu den Bogomilen: Die Interrogatio Johannis, eine apokryphe Schrift bogomilischer Herkunft, erhielt der italienische Katharerbischof Nazarius von Bogomilen aus Bulgarien.
Im Neuen Testament hatte das Evangelium des Johannes für sie eine herausragende Rolle. Das Leben des Katharers war darauf ausgelegt, das Gute im Menschen (die Seele) aus der bösen Welt in den Himmel zu bringen. Der Katharismus war eine Erlösungsreligion und basierte auf der Offenbarung. Sein Heiliges Buch war das Neue Testament, sein einziges Gebet das Pater Noster.
Die Katharer sahen sich selbst als die „wahre“ christliche Kirche. Ihr Ziel war die Befreiung der Seele durch die Erlangung des Consolamentums (siehe unten). Die Katharer unterschieden sich von der damaligen christlichen Kirche auch durch die Ablehnung des Alten Testaments der Bibel, in dem sie den Schöpfergott einer bösen Welt beschrieben sahen. In ihren Predigten kamen viele Bibelzitate vor, die Auslegung war oft nicht eng an den Text gebunden, was sich auch bei den Bibelübersetzungen feststellen lässt.
Abgesehen von einer grundsätzlich dualistischen Weltsicht und der Ablehnung des Alten Testaments lassen sich über die katharische Lehre kaum für alle Untergruppen gemeinsame theologische Aussagen finden. Die Katharer wurden und werden gerne in die Traditionen des Manichäismus und der Gnosis gestellt. Eine direkte Verbindung lässt sich allerdings nicht nachweisen, obwohl theologische Parallelen augenscheinlich sind.

## Kult und religiöse Praxis
Die katharischen Priester (sowohl Männer als auch Frauen) predigten, und sie hielten Gottesdienst in der Volkssprache, nicht in der traditionellen Kirchensprache Latein, und erreichten dadurch weite Bevölkerungsschichten. Armut, Bescheidenheit und Enthaltsamkeit (auch in der Sexualität) galten als erstrebenswert und trugen zur Popularität der Bewegung bei, während die römische Kirche aufgrund der ausschweifenden Lebensweise vieler ihrer Funktionsträger abgelehnt wurde.
Der katharische Kult ist dem Kern nach bogomilischer Tradition, was sich vor allem in der Tatsache äußert, dass die Vergebung der Sünden nur durch die Aufnahme in die Kirche der Katharer erfolgen konnte. In ihrem kultischen Leben kannten die Katharer neben ihrem einzigen sakramentsähnlichen Ritus, der Geisttaufe (Consolamentum), noch eine Reihe weiterer kultischer Handlungen.

### „Consolamentum“
Die Geisttaufe, auch Consolamentum (lateinisch „Tröstung“, nach Röm 1,12  und Kol 2,2 ), war der entscheidende Schritt, um Mitglied der katharischen Kirche zu werden, und der einzige Zugang zum Heil. Wollten Gläubige das Consolamentum erhalten, wurde von ihnen verlangt, sich in einer Art Noviziat auf das Leben eines Katharers vorzubereiten. Nach der Geisttaufe durch Handauflegen musste das neue Mitglied der Bewegung sein restliches Leben als Katharer führen, um das Heil zu erlangen. Wer einmal das Consolamentum erhalten hatte, konnte es weitergeben, also weitere Personen in die katharische Kirche aufnehmen und so ihre Seelen retten.
Das Consolamentum wurde in einem feierlichen Akt vollzogen, an dem – unter der Leitung des Bischofs oder des ältesten Katharers der Gemeinde oder der Umgebung – alle Katharer teilnahmen, die das Consolamentum schon erhalten hatten. Die Katharer, die in den engeren Kreis der katharischen Kirche aufgenommen wurden, hießen Perfecti oder Perfectae (Vollkommene). Die Übergabe des Consolamentums vollzog sich, nach Vergebung der Sünden und der Übergabe des Vaterunsers an den Novizen, durch Auflegen des Johannesevangeliums auf den Kopf des Kandidaten. Nacheinander berührten die Anwesenden den Kopf des Novizen und übertrugen somit den Geist der Erkenntnis auf ihn. Beging ein Perfectus eine Sünde, war nicht nur sein Consolamentum hinfällig, sondern auch diejenigen Geisttaufen, die von dem Sünder gespendet worden waren.
Nach dem Empfang des Consolamentums hatten die Perfecti ein entbehrungsreiches Leben zu führen. Neben dem Verbot der Ehe und der geschlechtlichen Beziehungen mussten auch strenge Speisevorschriften befolgt werden, z. B. war die Kost stets fleischlos; das Töten von Menschen, vierbeinigen Tieren und Vögeln war verboten, außerdem durften sie weder fluchen, lügen noch einen Eid leisten und waren zur Arbeit verpflichtet. Frauen konnten ebenso wie Männer das Consolamentum erhalten, um gerettet zu werden. Jedoch war der Ritus für Frauen etwas abgeändert: Sie durften während der Zeremonie nicht berührt werden. Daher wurde ein Tuch über sie gedeckt. Da die Katharer annahmen, dass die Seele von Natur aus männlich sei, wurde nach Ansicht der Katharer beim Tod einer Perfecta ihre Seele in den ursprünglichen Zustand versetzt – sie wurde männlich. Die Perfecta wurde der Theorie nach zu einem asexuellen Wesen, ihr Geist löste sich vom Körper und erinnerte sich seines ursprünglich männlichen Zustandes. Schwangeren Frauen durfte kein Consolamentum erteilt werden, da sie nach Ansicht der Katharer einen Dämon im Leib hatten. Die Katharer lehnten generell die Zeugung von Kindern ab (Antinatalismus), da Adam und Eva ursprünglich ohne Sexualität gelebt hätten und vom Teufel zur Sünde der Reproduktion verführt worden seien.

### Gebet
Das vor dem Consolamentum übergebene Vaterunser war das einzige Gebet der Katharer. Der Tagesablauf der Katharer war durch das Gebet bestimmt. Mit dem Consolamentum erhielten sie die Erlaubnis, das Vaterunser in verschiedenen Formeln zu beten, was Ausdruck der Zugehörigkeit zur ecclesia Dei (‚Kirche Gottes‘) war.

### „Apparellamentum“
Wie das Gebet war das sogenannte Apparellamentum den bekennenden Katharern vorbehalten. Das Apparellamentum war ein monatlicher Bußgottesdienst, der zur Reinigung von den beeinträchtigenden Beeinflussungen des irdischen Lebens diente und sie vor dem Rückfall in den Sündenstand bewahren sollte; sie beichteten ihre Verfehlungen einem Diakon. Ebenso wurde durch das Apparellamentum eine Unterwerfung unter die katharische Gemeinschaft vollzogen.

### Friedenskuss
Der Friedenskuss steht in unmittelbarer Beziehung zum Melioramentum (der Ehrenbezeugung) und diente in erster Linie zur Begrüßung zweier Perfecti bzw. zweier Perfectae untereinander, oder auch der Begrüßung eines Gläubigen, allerdings nur in dem Fall, dass der Kuss vom Perfectus ausgegangen war. Friedensküsse gab es also nur unter Katharern gleichen Geschlechts. Statt zur Begrüßung einen Kuss auszutauschen, wurde die Perfecta vom Perfectus am Arm berührt. Eine andere, noch bessere Lösung zur Übergabe des Friedenskusses war, den Kuss auf das Johannesevangelium zu drücken und dieses dann der Frau zu überreichen.

### Radikaler Dualismus
Etwa 1176 schwor der Bogumilenbischof Niketas als Abgesandter der drughuntisch-häretischen Kirche von Konstantinopel die Führer der moderaten Katharer im Languedoc auf den radikalen Dualismus ein. Deggau schreibt: „Im strengen Sinne kann man bei dem radikalen Dualismus der Katharer nicht von einer Moral sprechen. Denn moralische Vorschriften waren für einen Vollkommenen (perfectus) […] weder möglich noch nötig. Er konnte nicht mehr sündigen […] Umgekehrt konnte es für den einfachen Gläubigen in der Welt des Bösen keine verbindlichen Vorschriften geben […] Es wären nur Regeln des Bösen für das Böse.“

### Speisevorschriften und Brotsegnung
Aus der Ablehnung der Fortpflanzung als Teufelswerk kann bis zu einem gewissen Maße die Ablehnung sämtlicher Speisen, die aus der Fortpflanzung entstanden sind, also von Tierfleisch, Fetten und Milchprodukten, begründet werden. Eine weitaus stärkere Begründung für die Ablehnung dieser Speisen war die Annahme, dass sich in den Tierkörpern die Seelen verstorbener Menschen aufhielten. Wer ein Tier tötete, um es zu verspeisen, stand also in der Gefahr, einen Mord an einer Engelsseele zu begehen, die in einem Tierkörper Zuflucht gesucht hatte. Fische hingegen durften von den Katharern verzehrt werden, da sie der (im Mittelalter weit verbreiteten) Ansicht waren, Fische seien kein Zeugungsprodukt, sondern gingen aus dem Wasser hervor. Außerdem war das Trinken gegorener Getränke (vor allem von Wein) verboten. Mit der Brotsegnung, die im Rahmen einer Mahlzeit stattfand, sollte des Beispiels Christi gedacht und ihm nachgeeifert werden. Die Betrachtung der Hostie als Leib Christi lehnten die Katharer jedoch ab: Für sie war sie nur ein Stück Brot.

### „Melioramentum“ und „Credentes“
Die Gläubigen drückten ihre Verehrung gegenüber dem Guten Christen (Perfectus) durch Kniebeugen und Verneigungen, dem sogenannten Melioramentum, aus. Dadurch wurde die Hinwendung zum Katharismus nach außen bezeugt. Durch die Abgabe des Melioramentums wurde ein gewöhnlicher Mensch zu einem Credens, also einem Gefolgsmann der Katharer. Zwar galten die Credentes nicht als Mitglieder der katharischen Kirche, da sie das Consolamentum nicht erhalten hatten, aber das Melioramentum war ein Zeugnis dafür, dass die Credentes eines Tages das Consolamentum erhalten würden. Die Zeremonie des Melioramentums wurde durch das dreimalige Kniebeugen vor einem Perfectus und durch das dreimalige Bitten um seinen Segen vollzogen.
Obwohl die Credentes Verpflichtungen gegenüber den Perfecti hatten, kann das Melioramentum nicht als geschäftlicher Vertrag angesehen werden; vielmehr war es Ausdruck enger sozialer und ideologischer Bindung an die katharische Kirche und deren Vertreter.

### „Endura“
Endura (lat. abstinentia) bezeichnete ursprünglich die Probezeit der mindestens 18 Jahre alten katharischen Novizen auf das Amt des/der Perfectus/a. Hierbei musste der Anwärter ein Jahr fasten, wonach er (mitunter nach weiterer Prüfungszeit) durch das Consolamtentum und die Einkleidung mit einem schwarzen Gewand in den Kreis der Perfecti/ae aufstieg. Die Endura als Fasten-Prüfungszeit gewann in der Spätzeit in einer radikalen Variante eine neue Bedeutung, als sie mit einer Sonderform des Consolamentums, dem Kranken-Consolamentum, verknüpft wurde: Kranke oder Sterbende, die sich erst am Ende ihres Lebens entschieden, das Consolamentum zu empfangen, jedoch nun nicht mehr die Möglichkeit hatten, ein strenges asketisches Leben als Perfecti/ae zu leben, konnten dadurch noch ihre Seele retten und die Vollkommenenwürde erlangen, indem sie keinerlei Nahrungsmittel mehr zu sich nahmen und dadurch, so sie nicht zuvor verstarben, verhungerten. Bei der Ausführung dieser Art der Endura kamen auch Kinder, bei denen eine längere Fastenzeit ebenfalls nicht infrage kam, ums Leben.

## Katharische Hierarchie
Die katharische Bewegung hatte bereits Mitte des 12. Jahrhunderts eine „fertig organisierte Kirche mit eigener Hierarchie“ gebildet. Die katharische Kirche besaß Diözesen, Bischöfe und Diakone und hielt selbst Konzilien zu Glaubensfragen ab. Bis zum Albigenserkreuzzug (1209–1229) konnten die Katharer ihre Organisation ausbauen und in Okzitanien unter dem Schutz des Adels und dem Wohlwollen großer Teile der Bevölkerung ihre Religion über mehrere Jahrzehnte lang weitgehend frei und öffentlich praktizieren. Vielerorts wurden Gemeinschaftshäuser als Zentren des Gebets und als Lebens- und Arbeitsorte für Perfecti und Perfectae eröffnet. Obwohl dieselben tatsächlich in persönlicher Armut lebten, konnte ihre Organisation, die katharische Kirche, in dieser Phase ein beträchtliches Vermögen erwirtschaften, und zwar vor allem durch Spenden, die im Zuge der Erteilung des Consolamentums am Kranken- oder Sterbebett (siehe oben: Endura) der Gemeinschaft überlassen wurden, oft in Form von stattlichen Summen oder der Überschreibung des gesamten Erbes. So verfügte die Bewegung über große Mengen an festen und beweglichen Gütern. Die katharische Kirche, in der es kein Zinsverbot gab, war – besonders in Südfrankreich – bisweilen überaus reich: Die Organisation kaufte für ihre Zwecke Häuser, Weinberge oder Äcker, investierte in den Ausbau von Festungen und gab hohe Summen als Bestechungsgelder für Amtsträger der gegnerischen Kirche aus.
Anhand der Struktur der katharischen Kirche lässt sich anschaulich darstellen, wie sich die religiöse Praxis der Katharer ausgebildet hatte: Aufgrund ihrer strengen Hierarchie besaß sie nur eine kleine Spitze, die Bischöfe und ihre Stellvertreter, und führte von diesen hin zu einer breiten Basis, den Credentes und Sympathisanten. Ihre straffe Organisation verlieh der katharischen Kirche große Wirkmächtigkeit und Schlagkraft. In der Auseinandersetzung mit der Inquisition geriet sie ihnen jedoch zum Nachteil, weil die Katharer nach der Beseitigung ihrer Führungseliten kaum über dezentrale Strukturen „im Untergrund“ verfügten, wie sie etwa die ebenfalls verfolgten Waldenser besaßen. Der römisch-katholischen Kirche schienen die Katharer aufgrund ihrer „Gegenkirche“, die sie spiegelbildlich zu ihrer Rivalin errichtet hatten, umso gefährlicher.

### Bischof und Stellvertreter
Der Bischof hatte in der katharischen Gegenkirche keine so weitreichenden Aufgaben wie ein Bischof in der römisch-katholischen Kirche. Sein vornehmliches Recht war, bei allen Riten der Katharer die erste Stelle einzunehmen, beispielsweise bei der Erteilung des Consolamentums oder beim Brotbrechen. Ansonsten wurden ihm keine weiteren nur ihm vorbehaltenen Rechte, wie Priesterweihe oder Firmung, zugesprochen, so dass der katharische Bischof im Grunde nur der Gemeindevorstand war, der sich auch um den Besuch der Einzelgemeinden kümmern musste.
Das Bischofsamt wurde nur von Männern bekleidet.
In der ersten Zeit der katharischen Kirche wurde der Bischof noch von der Gemeinde gewählt, im 13. Jahrhundert hatte sich die Verkirchlichung der katharischen Bewegung aber so weit durchgesetzt, dass der Bischof einer Diözese nur von seinesgleichen geweiht werden durfte.
An der Seite des Bischofs standen seine zwei Stellvertreter: der ältere und der jüngere „Sohn“ (filius major und filius minor). Beide vertraten den Bischof in seiner Abwesenheit und bereisten die Gemeinden als seine Vertreter. Die eigentliche Pfarrseelsorge hingegen wurde vom Diakon übernommen. Die Aufgaben eines Bischofs und auch eines Diakons konnten nur von Personen übernommen werden, die das Consolamentum erhalten hatten.

### Diakon
Der Aufgabenbereich eines Diakons einer katharischen Gemeinde war vielfältiger als der des Bischofs. Er hatte zwar nicht das Recht, als Erster das Consolamentum zu spenden oder das Brot zu brechen, aber er hatte die Aufgabe, im Fall von Unklarheiten oder Zweifeln bei den Gemeindegliedern schlichtend einzugreifen, diejenigen wieder zu konsolieren, die eine Sünde begangen hatten, und das Apparellamentum zu vollziehen.
Eine weitere Verpflichtung des Diakons war, katharische Konvente zu leiten, die auch als Gästehäuser für Katharer bezeichnet werden können. Diese Aufgabe wurde auch von Frauen übernommen; allerdings war es Frauen untersagt zu predigen. In den Frauenkonventen, die der Leitung einer Frau unterstanden, wurden die Predigten entweder vom katharischen Bischof oder aber – in den meisten Fällen – vom Diakon der Gemeinde durchgeführt.
Die Aufgaben eines Diakons, die mit Reisen verbunden waren, konnten von Frauen nicht übernommen werden, da es vor allem nach dem Albigenserkreuzzug und während der Inquisition für Frauen nicht möglich war, allein auf Reisen zu gehen, ohne Aufmerksamkeit zu erregen.

### „Perfecti“
Die Perfecti (weibliche Form: Perfectae, Wortbedeutung: lat. ‚Vollkommene‘), bezeichnet auch als „gute Menschen“, bildeten den harten Kern der eigentlichen Mitglieder der katharischen Kirche. Ihnen war erlaubt, das Vaterunser zu beten und das Consolamentum zu erteilen. Sie führten eine keusche und schlichte bis asketische Lebensweise in persönlicher Armut mit vielen Fastenregeln und standen vor den Gläubigen (Credentes), in denen sie eine „bemerkenswerte Hingabe“ erweckten, „in der machtvollen Tradition des Märtyrertums“. Ihre Besitztümer überschrieben die Perfecti/ae bei ihrem Eintritt an die Gemeinschaft ihrer Kirche. Es hat wohl zu keiner Zeit mehr als zehntausend Perfecti gegeben; es kann sogar vermutet werden, dass die Zahl der Perfekten nicht mehr als viertausend betragen hat. Wenn die Perfecti/ae nicht auf Wanderschaft waren, um zu predigen, oder in ihrer Gemeinde unterwegs waren, lebten sie in eigenen Häusern, die der Gemeinschaft gehörten.
Eine Perfecta durfte nur in der Gegenwart eines Diakons das Consolamentum spenden.

### Initiierte
Eine Stufe unter den Perfecti standen die Initiierten. Die Initiierten waren Gläubige, die danach strebten, das Consolamentum zu erhalten. Wie schon erwähnt, bestand die Übergabe des Consolamentums aus zwei Teilen, nämlich der Übergabe des Vaterunsers und der eigentlichen Geisttaufe, die aber nicht zeitnah durchgeführt werden mussten. Ein Initiierter hatte das Recht, das Vaterunser zu beten, stand also kurz davor, in den Stand eines Guten Menschen erhoben zu werden. Davor musste er sich jedoch über einen längeren Zeitraum moralisch bewähren – schon ein Initiierter hatte also nach den moralischen Grundsätzen der katharischen Kirche zu leben.

### „Credentes“
Die Gläubigen fühlten sich noch nicht in der Lage, das von strengen Vorschriften geprägte Leben eines Perfectus zu führen. Sie standen aber der katharischen Kirche nahe und bezeugten das auch durch das Melioramentum. Dieser Gruppe, auch Credentes genannt, war zu verdanken, dass aus der katharischen Gegenkirche keine von der Welt abgesonderte, elitäre Mönchskirche, sondern eine Bewegung mit Massenanhang geworden war. Die Anzahl der Anhänger der katharischen Kirche wird auf mehrere Hunderttausend geschätzt.
Die Credentes gehörten nicht zur katharischen Kirche und brauchten aus diesem Grund auch nicht die religiösen Vorschriften zu befolgen, die die Perfecti einzuhalten hatten. Eine der wichtigsten Aufgaben der Credentes war es, die Perfekten zu versorgen und zur Zeit der Inquisition und des Albigenserkreuzzuges auch zu verstecken.
Am Ende ihres Lebens wurde den Credentes das Consolamentum erteilt, d. h., sie wurden von der sündigen Welt erlöst. Nach Erteilung des Consolamentums durfte der Kranke nur noch Wasser erhalten, da weltliche Nahrung die Wirkung aufgehoben hätte. Somit kam der Empfang des Consolamentums einem Todesurteil gleich (vgl. oben: Endura).

## Neo-Katharismus
Der Untergang der Katharer inspirierte zu Legendenbildungen, in denen, ähnlich wie im Fall des Templerordens, etwa ein Zusammenhang mit dem Heiligen Gral hergestellt wurde, der demnach auf Montségur von den Katharern verborgen gehalten worden sei. Entsprechende Verschwörungstheorien werden unter anderem in Belletristik und Trivialliteratur breit gestreut, vgl. Der Heilige Gral und seine Erben, Prieuré de Sion und einiges mehr. Der Archivar Jules Doinel (1842–1902) gründete die erste gnostische Kirche der Neuzeit, die er als durch spiritistische Geistübertragung legitimierte direkte Nachfolgerin der katharischen ecclesia Dei darstellte. Als erster Autor widmete sich Napoléon Peyrat dem Montségur als dem „heiligen Berg“ der Katharer und gab den Katharern ein politisch instrumentalisiertes Profil als Freiheitskämpfer.
Der Schriftsteller Nikolaus Lenau stellte die Katharer bereits im 19. Jahrhundert in seinem Epos Die Albigenser als Vorkämpfer der politischen und geistigen Freiheit dar. Diese Verknüpfung von Politik mit Ideologie und Mythologie nahm in der Folgezeit zu und fand eine Zuspitzung in der ideologischen Inanspruchnahme der Katharer durch faschistische Ideologien nach dem Ersten Weltkrieg, z. B. durch den führenden Historiker des italienischen Faschismus, Gioacchino Volpe, der die Katharer 1922 als einen Aufstand der Volksseele und revolutionäre Klassenbewegung verstand, und durch den nationalsozialistischen Politiker und führenden Ideologen der NSDAP, Alfred Rosenberg, der die Katharer zu Nachfahren der Westgoten und zu germanischen Streitern gegen die römische Priesterschaft hochstilisierte. Das Interesse der Nationalsozialisten an der Mythologie der Katharer während der deutschen Besetzung Frankreichs im Zweiten Weltkrieg wurde nicht nur in populären, esoterisch angehauchten Fiktionen erwähnt, sondern auch in seriöser reputabler Literatur, z. B. im Avignon Quintet von Lawrence Durrell (1912–1990). Innerhalb der SS wurde das Katharer-Buch Otto Rahns rezipiert. Rahns Forschungen und Werk, in dem er die Katharer zu Hütern der germanischen Volksseele erklärte, hielten die NS-Machthaber für kompatibel mit ihrer ideologischen und propagandistischen Linie.
Ein neu erwachtes Interesse an den Katharern hat dazu geführt, dass das „Land der Katharer“ und die Katharerburgen heute jedes Jahr von Millionen von Touristen besucht werden. Andere unterstützen, in der Nachfolge Rahns stehend, kleine politisch rechtsgerichtete, religiöse Neo-Katharer-Gruppen, die den Katharismus für die „nationale Religion“ Okzitaniens halten. Einige kleinere Gruppen davon sind explizit Neonazis, andere wollen den okzitanischen Nationalismus fördern und engagieren sich für eine Sezession des Languedoc von Frankreich.

## Aktuelle Forschungen
Nach wie vor werden neue Erkenntnisse und Forschungen zu den Katharern publiziert. So wurden die aufgrund ihrer Detailliertheit einzigartigen Inquisitionsprotokolle von Montaillou und Umgebung in den 1970er-Jahren von Emmanuel Le Roy Ladurie zu einer Rekonstruktion des täglichen Lebens der Dorfbewohner in dieser Zeit aufbereitet. Marc Bogaerts verfasste 2006 die Übersicht De kathaarse Mythe über die jüngsten Aneignungen, die die Katharer als positive Vertreter des wahren Christentums und als Märtyrer begreifen und die sie parallel zu nationalen Vorbildern gegen Fremdokkupation stilisieren.
Die von dem Katharerforscher Arno Borst ab 1953 verbreitete und insbesondere in der deutschen Historiographie überbetonte Ansicht, die treibende Kraft und das charakteristische Element der Katharer seien dem Abendland fremde Elemente gewesen, namentlich das dualistische Erbe von Gnostikern und Manichäern, wird in den letzten Jahren von Forschern insbesondere in Frankreich anders gewichtet, weil man die (ur-)christlichen Elemente für bedeutender hält. Insbesondere die Forschungen von Jean Duvernoy (1917–2010) und Anne Brenon (* 14. November 1945) bestätigen die christlichen Wurzeln der Katharer und führen deren Bezeichnung als Manichäer auf die Antiketzerpolemik katholischer Autoren zurück.

## Die Katharerkontroverse
Seit etwa 20 Jahren wird die Existenz der Katharer kontrovers diskutiert. Die Teilnehmer dieser Debatte tauschten sich auf einer Konferenz aus; der daraus entstandene Sammelband Cathars in question informiert über neuere Ansätze und Thesen beider Seiten. Inzwischen liegen wissenschaftliche Zusammenfassungen vor, die die unterschiedlichen methodischen Ansätze von „Revisionisten“ und „Traditionalisten“ darstellen und die Kontroverse selbst bereits historisieren.
Einige Historiker, darunter Monique Zerner und Jean-Louis Biget, vertreten die Auffassung, dass die Katharer in der überlieferten Form nicht existiert haben. Besonders prägend ist die Position des australischen Historikers Mark Gregory Pegg, der die These aufstellt, dass sämtliche Informationen über die Katharer, einschließlich ihres Namens, Phantasieprodukte seien. Auch Robert Ian Moore hat sich dieser Auffassung später in voller Konsequenz angeschlossen. In Deutschland wurde diese Position durch eine Ausstellung und die Übersetzung einschlägiger Artikel einer breiteren Öffentlichkeit unter dem Titel Die Erfindung der Katharer bekannt.
Demgegenüber stehen Historiker wie Peter Biller oder Jörg Feuchter, die die Kritik für methodisch und inhaltlich fehlerhaft halten und weiterhin von der Existenz oppositioneller Strömungen ausgehen. Auch die Häresieforscherin Katrin Utz Tremp hält die Methodik der „Revisionisten“ für problematisch.
Mediävisten, die nicht unmittelbar mit den Quellen und Forschungen zu den Katharern befasst sind, sehen sich herausgefordert, Position zu beziehen. Jan Rüdiger beschreibt in seiner Rezension zu Cathars in question, dass die Dekonstruktion der Katharer weitreichende Konsequenzen für das Verständnis der mittelalterlichen Religionsgeschichte hätte. Sollten die Katharer tatsächlich nie existiert haben, müssten Ereignisse wie die Verbrennung von Hunderten von Menschen als willkürliche Massenmorde durch Kreuzritter umgedeutet werden, anstatt als Akte des Martyriums. Zudem würde die mittelalterliche Religionsgeschichte nicht länger als Abfolge von Häresien betrachtet werden, die die römische Kirche prägten, sondern als innerkirchlicher Diskurs mit massiven Opfern unter der unwissenden Laienbevölkerung. Letztlich stünde ein ganzer Forschungszweig der Mittelaltergeschichte ohne tatsächlichen Gegenstand da. Die These, dass es vor 1209 keine größere organisierte Gruppe gegeben haben kann, bestätige seine eigenen Beobachtungen zur okzitanischen Kultur: Er habe sich bei seinen eigenen Forschungen vor 25 Jahren (noch ohne „Revisionismus“) gewundert, wie wenig die vermeintlich große Strömung der Katharer in Alltag, Wirtschaft und politischem Handeln tatsächlich nachweisbar sei und wie „ratlos die Angegriffenen ab 1209 jahrelang waren, weil sie nicht verstanden, was man eigentlich von ihnen erwartete“. Wenn sie nur ein kirchliches und wissenschaftliches Phantom gewesen wären, erkläre sich dies besser. Albrecht Classen unterstützte in seiner Rezension zu Die Erfindung der Katharer die „Traditionalisten“ und warnte trotz berechtigter Kritik an historischen Mythen davor, „das Kind mit dem Bad auszuschütten“.
Beide Seiten stimmen darin überein, dass die Inquisitoren oppositionellen religiösen Bewegungen Bezeichnungen und Vorwürfe zugeschrieben haben und sowohl kirchliche als auch moderne historiografische Konstruktionen zu irreführenden Narrativen führten. Ein zentrales Problem der Forschung und Kern der Kontroverse ist der Mangel an Quellen aus der Perspektive der Verfolgten. Die meisten überlieferten Dokumente stammen nicht von den als Häretiker Gebrandmarkten selbst, sondern wurden mit polemischer oder inquisitorischer Intention über sie verfasst. Dieses quellenkritische Problem wurde bereits in der älteren Katharerforschung ausführlich thematisiert, etwa von Arno Borst oder Herbert Grundmann.
Seit über 150 Jahren untersucht die Geschichtswissenschaft die methodischen Herausforderungen im Umgang mit Inquisitionsakten. Ein spezialisierter Zweig der Mediävistik befasst sich mit den Eigenheiten dieser Quellen und den Möglichkeiten ihrer Interpretation, etwa Thomas Scharff. Die quellenkritischen Methoden wurden insbesondere in der Sozial- und Kirchengeschichte sowie in der historischen Anthropologie der 1970er und 1980er Jahre weiter verfeinert. Carlo Ginzburg argumentiert, dass diese Quellen trotz ihrer Verzerrungen und problematischen Entstehung wertvolle Einblicke in Widerstandsbewegungen und emanzipatorische Bestrebungen gegenüber kirchlicher und politischer Autorität ermöglichen.
Spätestens seit der Untersuchung von Robert E. Lerner aus dem Jahr 1972 gilt als unbestritten, dass Inquisitoren selbst Phantomhäresien konstruierten. Gelehrte Anleihen an antike Polemiken, eine eigendynamische Verdächtigungslogik sowie unter Folter erzwungene Geständnisse führten zur Schaffung von Verschwörungstheorien über hoch organisierte, subversive Gruppen. Ein anerkanntes Beispiel für eine solche Phantomhäresie sind die Brüder vom Freien Geist. Eine weitere, noch bekanntere Konstruktion ist die Vorstellung von als Gruppen organisierten Hexen, die angeblich satanische Feiern abhielten.

### Deutsch
- Malcolm Barber: Die Katharer. Ketzer des Mittelalters. Patmos, Düsseldorf 2008, ISBN 978-3-491-96220-0.
- Matthias Benad: Domus und Religion in Montaillou. Mohr, Tübingen 1990, ISBN 3-16-145562-2 (Hochschulschrift).
- Arno Borst: Die Katharer. 2. Auflage. Herder, Freiburg im Breisgau 1992, ISBN 3-451-04025-5,
  - Neuauflage mit Nachträgen von Alexander Patschovsky und Gerhard Rottenwöhrer. Karolinger, Wien 2012, ISBN 978-3-85418-145-3.
- Heinrich Fichtenau: Ketzer und Professoren: Häresie und Vernunftglaube im Hochmittelalter. Beck, München 1992, ISBN 3-406-36458-6.
- Markus Krumm, Eugenio Riversi, Alessia Trivellone: Die Erfindung der Katharer. Konstruktion einer Häresie in Mittelalter und Moderne. Schnell & Steiner, Regensburg 2023, ISBN 978-3-7954-3797-8.
- Malcolm Lambert: Geschichte der Katharer. Primus-Verlag, Darmstadt 2001, ISBN 3-89678-401-3.
- Jörg Oberste: Ketzerei und Inquisition im Mittelalter. Wissenschaftliche Buchgesellschaft, Darmstadt 2007, ISBN 978-3-534-15576-7.
- Jörg Oberste: Der Kreuzzug gegen die Albigenser. Primus-Verlag, Darmstadt 2003, ISBN 3-89678-464-1.
- Michel Roquebert: Die Religion der Katharer (= Terres du sud. Band 17) Editions Loubatières, Portet-sur-Garonne 1988, OCLC 75590468.
- Gerhard Rottenwöhrer: Der Katharismus. 7 Bände (in 11 Teilbdn.) Bock & Herchen, Bad Honnef 1982–2011, ISBN 3-88347-103-8.
- Steven Runciman: Häresie und Christentum: Der mittelalterliche Manichäismus. Wilhelm Fink, München 1988, ISBN 3-7705-2498-5.
- Gerd Schwerhoff: Die Inquisition: Ketzerverfolgung in Mittelalter und Neuzeit. Beck, München 2004, ISBN 3-406-50840-5.
- Joseph Szövérffy: Maria und die Häretiker. Ein Zisterzienserhymnus zum Albigenserkrieg. In: Analecta Cisterciensia. Band 43, 1987, S. 223–232.
- Pierre des Vaux-de-Cernay: Kreuzzug gegen die Albigenser. Manesse, Zürich 1997, ISBN 3-7175-8228-3 (Übersetzung der Historia Albigensis aus dem Lateinischen).
- Ernst Werner, Martin Erbstößer: Kleriker, Mönche, Ketzer: Das religiöse Leben im Hochmittelalter. Herder, Freiburg im Breisgau 1994, ISBN 3-451-04284-3.
- Martin P. Steiner (Hrsg.): Interrogatio Iohannis (Das geheime Buch der Katharer) (lateinischer Text und deutsche Übersetzung) und Apokryphon Iohannis (Das geheime Buch des Johannes). Mit einer Einführung: Die Geburt des Christentums, und seine Bedeutung im 21. Jahrhundert. Edition Oriflamme, Basel 2019, ISBN 978-3-907103-05-0.

### Französisch
- Martin Aurell: Les Cathares devant l’histoire. Hydre Édition, Cahors 2005, ISBN 2-913703-57-7.
- Jacques Berlioz: « Tuez-les tous Dieu reconnaîtra les siens »: le massacre de Béziers et la croisade des Albigeois vus par Césaire de Heisterbach. Loubatières, Portet-sur-Garonne 1994, ISBN 2-86266-215-1.
- Jean-Louis Biget: Hérésie et inquisition dans le Midi de la France. Picard, Paris 2007 (online).
- Richard Bordes: Cathares et Vaudois en Périgord, Quercy et Agenais. Hydre Édition, Cahors 2005, ISBN 2-913703-30-5.
- Anne Brenon: Le Dico des cathares. Editions Milan, Paris 2000, ISBN 2-84113-817-8.
- Anne Brenon: Les Femmes cathares. Perrin, Paris 2004, ISBN 2-262-02269-0.
- Uwe Brunn: Des contestataires aux « cathares ». Discours de réforme et propagande antihérétique dans les pays du Rhin et de la Meuse avant l’Inquisition. Institut d’Études Augustiniennes, Paris 2006, ISBN 2-85121-207-9.
- Roger Caratini: Les cathares – de la gloire à la tragédie (1209–1244). Archipel, Paris 2005, ISBN 2-84187-589-X.
- Jean Duvernoy: Le Catharisme: La religion des cathares (tome 1). Édition Privat, Toulouse 1996, ISBN 2-7089-5326-5.
- Jean Duvernoy: L’Histoire des cathares (tome 2). Neuauflage. Édition Privat, Toulouse 2004, ISBN 2-7089-7523-4.
- Robert Ian Moore: Hérétiques: Résistances et répression dans l'Occident médiéval. Belin, Paris 2017, ISBN 978-2701192635.
- Mark Gregory Pegg: Innocent III, les « pestilentiels Provençaux » et le paradigme épuisé du catharisme. In: Innocent III et le Midi (= Cahiers de Fanjeaux. Band 50), 2015, S. 277–307 (online).
- Michel Roquebert: Histoire des Cathares. Hérésie, Croisade, Inquisition du XIe au XIVe siècle. Perrin, Paris 1999, ISBN 2-262-01894-4.

### Englisch
- Antonio Sennis (Ed.): Cathars in Question (= Heresy and Inquisition in the Middle Ages, 4). Woodbridge, York Medieval Press, 2016, ISBN 978-1903153680.
- Mark Gregory Pegg: The Corruption of Angels: The Great Inquisition of 1245–1246. Princeton University Press, 2001, ISBN 978-0691006567.

### Spanisch
- Jesús Ávila Granados: La mitología cátara: Símbolos y pilares del catarismo occitano. Martinez Roca Ediciones, Madrid 2005, ISBN 84-270-3126-2.